# 던전에서 만남을 추구하면 안 되는 걸까
《던전에서 만남을 추구하면 안 되는 걸까》(ダンジョンに出会いを求めるのは間違っているだろうか)는 오모리 후지노가 쓰는 일본의 라이트 노벨이다. 삽화 담당은 야스타 스즈히토. 2013년 1월부터 GA문고 (SB크리에이티브)에서 간행되고 있다. 오오모리의 데뷔작품으로 소설 투고 사이트인 〈Arcadia〉및 〈소설가가 되자〉에 투고하던 《던전에서 만남을 추구하면 안 되는 걸까》를 《패밀리아 미스》에 개제(改題)해 투고. 제 4회 GA문고대상에서 대상을 수상한 후, 제목을 다시 《던전에서 만남을 추구하면 안 되는 걸까》바꿔 서적화한 것이다. 약칭은 던만추 제 3회 라이트 노벨을 좋아하는 서점원 대상 제 1회. 2015년 5월 기준으로, 시리즈 누계 200만부를 돌파했다.
2014년 1월부터 아이즈 발렌슈타인을 주인공으로 한 외전 《던전에서 만남을 추구하면 안되는 걸까 외전 소드 오라토리아》(일본어: ダンジョンに出会いを求めるのは間違っているだろうか外伝 ソード・オラトリア ダンジョンにであいをもとめるのはまちがっているだろうか がいでん ソード・オラトリア[*])를 발매. 삽화는 하이무라 키요타카가 담당. 2013년에는 본편, 2014년에는 외전편의 만화편이 연재 시작되었다.
2015년 텔레비전 애니메이션이 방영되었다. 제 1화 방영 후 본 작품의 히로인 헤스티아의 색다른 복장 (가슴 아래를 통해 팔뚝을 연결한 파란 리본으로 팔을 움직이면 가슴도 같이 위아래로 움직이는 복장) 이 인터넷을 통해서 예의 끈(例の紐)이라는 이름으로 화제를 모아 영국의 타블로이드지 《데일리 메일》이 본 작품의 헤스티아를 소개하는 등 반향이 국외로 퍼지기도 하였다. 이러한 현상에 대해 애니메이션 판 감독 나카야마 노부히로는 "작품이 방영되고 난 후 최고조"라며 "애니메이션 제작 스태프의 영상화할 때의 고집 덕분"이라고 말했다.
2019년에 애니메이션 2기가 방영되었으며, 2020년 7월에 3기가 방영 될 예정이었으나 COVID-19의 여파로 10월로 연기되어 12월까지 방영되었다.

## 줄거리
영웅을 동경하는 시골 소년 벨 크라넬은 모험자가 되기 위해 미궁 위에 세워진 거대도시 오라리오로 떠나지만, 가입하려는 파밀리아 마다 문전박대를 당했다. 그러던 중, 헤스티아와 만나 헤스티아 파밀리아의 첫 일원이 된다.
모험자로 데뷔를 한 지 2주만에 던전 5층까지 간 벨은 미노타우르스를 만나 죽을 뻔 했으나, 오라리오의 실력자 아이즈 발렌슈타인의 구조로 살게 된다. 아이즈와 만난 벨은 그녀를 좋아하게 되고, 아이즈에게 자신의 마음을 전하기 위해 강해지기 위해 매일 노력한다. 하지만, 그 과정에서 많은 사건들에 휘말리고 있다.

## 등장인물

### 헤스티아 파밀리아
- 벨 크라넬

성우: 마츠오카 요시츠구
헤스티아 파밀리아의 첫 식구이자 단장이다. 종족은 휴먼. 어렸을 때, 자신을 키워주신 할아버지(제우스)의 모험담을 들으면서 모험가의 꿈을 키웠다. 할아버지가 몬스터에게 습격당해 돌아가신 후, 모험가가 되기 위해 고향을 떠나 오라리오로 떠난다. 하지만, 시골 출신에다가 빈약해 보이는 외견 때문에 가입하려고는 파밀리아 마다 문전박대를 당했다. 그러던 중, 헤스티아와 만나게 되었고 헤스티아 파밀리아의 첫 일원이 되었다.
모험자로 데뷔를 한 2주후, 던전에서 미노타우르스에게 공격을 받던 중, 아이즈 발렌슈타인에게 구조를 받고, 그녀를 좋아하게 된다. 그녀를 좋아하는 마음으로 인해 생긴 스킬 '리아리스 프레제' 덕분에 빠르게 성장하게 되고(본인은 모르지만), 모험자가 된지 2달도 안되어 레벨2가 되는 신기록을 세웠다. 그리고 레벨1때 우연히 읽은 그리모와르로 인해 속공마법 '파이어 볼트'를 개화,레벨2가 되고 영웅이 되고자 하는 마음을 통해 개화한 스킬 '아르고노트'까지 얻으며 어엿한 모험자가 된다.
주무기는 헤파이토스가 헤스티아의 부탁으로 직접 제작한 단도인 '헤스티아 나이프'(헤스티아 나이프는 헤파이토스가 직접 제작한 것으로 벨 크라넬의 히에로글리프가 세겨져있다. 즉, 벨의 스테이더스 만큼의 위력을 가지고 있으며, 벨이 강해질 때마다 나이프도 같이 강해지는 레어급 무기이다. 단, 벨만 나이프의 위력을 끌어올리 수 있다.)
- 헤스티아

성우: 미나세 이노리
헤스티아 파밀리아의 주신이다. 천계에서 처음 내려왔을 때는 지상에 대해 아무것도 몰랐고, 파밀리아도 없었기에 친구인 헤파이토스에게 신세를 지다가 쫓겨나 폐허로 남은 한 교회에서 지내게 되었다. 그러던 중, 벨 크라넬과 만나고, 벨을 자신의 파밀리아의 첫 식구로 맞이한다.
파밀리아 구성원이 자신과 벨, 두명 밖에 없어 재정이 넉넉치 않아 노점에서 알바를 해 직접 돈을 벌고 있다.(헤파이토스에게 부탁한 무기인 '헤스티아 나이프'를 받은 뒤에는 빚을 값기 위해 길드 본부의 바벨에서 헤파이토스 파밀리아의 무기점에서도 일을 하고 있다.) 벨 크라넬을 좋아하지만, 아이즈 발렌슈타인을 좋아하는 벨을 보고 질투심을 느낀다. 우리에게는 대체로 평생 쳐녀로 살 것을 맹세한 그리스의 여신으로 알려져있지만 작중에는 맹세 따위 잊은지 오래인 모습으로 비춰진다.
- 릴리루카 아데

성우: 우치다 마아야
헤스티아 파밀리아의 서포터이다. 종족은 과거 소마 파밀리아 시절에 파밀리아 내에서 착취를 당하며 괴롭힘을 당했으나, 벨 크라넬과에게 도움을 받고, 그를 계기로 벨과 파티를 맺어 모험을 했다.(나중에 벨프 크로조가 합류한다.) 아폴론과의 워 게임을 치르는 벨과 헤스티아를 도와주기 위해 파밀리아를 헤스티아 파밀리아로 옮겼다.
- 벨프 크로조

성우: 호소야 요시마사
헤스티아 파밀리아의 대장장이이자 마검 만드는 대장장이 일족인 크로조 일족의 시조의 환생으로, 마검을 만들 수 있는 스킬인 '크로조 블러드'를 가진다. 헤파이토스 파밀리아 시절, 자신이 만든 방어구에 관심을 보인 벨 크라넬과 만난 것을 계기로 벨, 릴리루카 아데와 파티를 맺어 모험을 했다. 무기는 주인을 배신해서는 안된다는 이유로 마검을 만드는 것을 매우 싫어했으나 마음을 고치고 마검을 만들기 시작했다. 아폴론과의 워 게임을 치르는 벨과 헤스티아를 도와주기 위해 파밀리아를 헤스티아 파밀리아로 옮겼다.
- 야마토 미코토

성우: 아카사키 치나츠
- 산죠노 하루히메

성우: 치스가 하루카
르나르(여우 수인)으로 전 이슈타르 파밀리아 소속으로 레벨은 1이다.
사용하는 마법의 특성 자체가 레벨이 올라간 듯한 효과를 부여하기 때문에 이슈타르 파밀리아 시절에는 이 마법셔틀이 그녀의 역할이었으나 벨이 구해줌과 함께 그 역할에서 벗어났다.
- 비네

성우: 히다카 리나

### 로키 파밀리아
- 아이즈 발렌슈타인

성우: 오오니시 사오리
오라리오 대륙의 실력자 모험자로 특히 검술 실력이 뛰어나 '검희'라는 칭호를 가지고 있다. 미노타우르스에게 죽을 뻔한 벨 크라넬을 구해준다.
- 티오나 히류테

성우: 무라카와 리에
- 티오네 히류테

성우: 타카하시 미나미
- 로키

성우: 쿠보 유리카
로키 파밀리아의 주신이다.
- 베이트 로가

성우: 오카모토 노부히코
- 리베리아 리요스 알브

성우: 카와스미 아야코
- 핀 타무나

성우: 타무라 무츠미

### 헤파이토스 파밀리아
- 헤파이토스

성우: 테라사키 유카
헤파이토스 파밀리아의 주신이다. 헤스티아의 부탁으로 벨의 무기인 '헤스티아 나이프'를 직접 제작해 주었다.

### 타케미카즈치 파밀리아
- 타케미카즈치

성우: 마지마 쥰지

### 미아흐 파밀리아
- 미아흐

성우: 후루카와 마코토

### 프레이야 파밀리아
- 프레이야

성우: 히카사 요코
프레이야 파밀리아의 주신이자 여신들도 인정하는 미의 여신이다. 벨 크라넬에게 관심을 보이지만, 스토커적으로 관심을 표현해 벨을 자주 위기로 몰아넣는다.
- 오탈

- 아렌 프로멜

### 헤르메스 파밀리아
- 헤르메스

성우: 사이토 소마
헤르메스 파밀리아의 주신이다.
- 아스피 안드로메다

- 펠즈

성우: 코마츠 미카코

### 풍요의 여주인
- 시르 프로바

성우: 이시가미 시즈카
오라리오에 있는 식당 '풍요의 여주인'의 직원. 벨 크라넬에게 호의를 베푸는 것으로 보아 벨을 좋아한다.
- 류 리온

성우: 하야미 사오리
시르와 마찬가지로 '풍요의 여주인'의 직원이다. 종족은 엘프이며, 진지하고 절제있는 성격을 가지고 있다. 과거에 모험자였으나 자신을 제외한 파밀리아가 전멸당하고 말았다.
- 미아

성우:
'풍요의 여주인'의 점장으로 호탕하고 괄괄한 성격의 소유자. 전에는 프레이야 파밀리아의 단장이었다고.

### 길드
- 에이나 튤

성우: 토마츠 하루카
길드본부의 직원이자 벨 크라넬의 던전 공략 어드바이저. 초반부터 무모한 모험을 하는 벨에게 잔소리를 많이 하면서도 벨을 아낀다.
- 우라노스

성우: 오오카와 토오루
길드의 주신

## TV 애니메이션

### 제작진
- 원작: 오모리 후지노(大森藤丿)
- 캐릭터 원안: 야스다 스즈히토(ヤスダスズヒト)
- 감독: (1기):야미카와 요시키(山川吉樹), (2~3기):타치바나 히데키(橘 秀樹)
- 시리즈 구성:
- 캐릭터 디자인: 키모토 시게키(木本茂樹)
- 미술 감독: 미즈타니 토시하루(水谷利春)
- 색체 설계:
- 촬영 감독:
- 편집:
- 음향 감독: 오츠키 카와히토(曰月川 仁)
- 음악: 이나이 케이지(井內晵ニ)
- 프로듀스: GENCO
- 애니메이션 제작: J.C.STAFF
- 제작: 던만추 제작위원회(ダンまち製作委員会)

### 주제곡
제1기
오프닝: 「Hey world」
노래 - 이구치 유카
엔딩: 「Right Light Rise」
노래 - 와케시마 카논

제2기
오프닝: 「HELLO to DREAM」
노래 - 이구치 유카
엔딩: 「소박한 축제」
노래 - Sora tob Sakana
제3기
오프닝: 「Over and over」
노래 - 이구치 유카

### 방영 목록
| 던전에서 만남을 추구하면 안 되는 걸까         | 던전에서 만남을 추구하면 안 되는 걸까                         | 던전에서 만남을 추구하면 안 되는 걸까 | 던전에서 만남을 추구하면 안 되는 걸까 |
| 화수                                          | 제목                                                          | 방영일                                | 방영일                                |
| 화수                                          | 제목                                                          | 일본                                  | 대한민국                              |
| --------------------------------------------- | ------------------------------------------------------------- | ------------------------------------- | ------------------------------------- |
| 1화                                           | ベル・クラネル / 冒険者 벨 크라넬 / 모험자                    | 2015년 4월 4일                        | 2015년 4월 7일                        |
| 2화                                           | モンスターフィリア / 怪物祭 몬스터 필리아 / 괴물 축제         | 4월 11일                              | 4월 14일                              |
| 3화                                           | ヘスティア・ナイフ / 神様の刃 헤스티아 나이프 / 주신님의 칼   | 4월 18일                              | 4월 21일                              |
| 4화                                           | サポーター / 弱者 서포터 / 약자                               | 4월 25일                              | 4월 28일                              |
| 5화                                           | グリモア / 魔導書 그리모어 / 마도서                           | 5월 2일                               | 5월 5일                               |
| 6화                                           | リリルカ・アーデ / 理由 릴리루카 아데 / 이유                  | 5월 9일                               | 5월 12일                              |
| 7화                                           | アイズ・ヴァレンシュタイン / 剣姫 아이즈 발렌슈타인 / 검희    | 5월 16일                              | 5월 19일                              |
| 8화                                           | アルゴノゥト / 英雄願望 아르고노트 / 영웅 선망                | 5월 23일                              | 5월 26일                              |
| 9화                                           | ヴェルフ・クロッゾ / 鍛冶師 벨프 크로조 / 대장장이            | 5월 30일                              | 6월 2일                               |
| 10화                                          | パス・パレード / 怪物進呈 패스 퍼레이드 / 괴물 상납           | 6월 6일                               | 6월 9일                               |
| 11화                                          | アンダーリゾート / 迷宮の楽園 언더 리조트 / 미궁의 낙원       | 6월 13일                              | 6월 16일                              |
| 12화                                          | ショー / 悪意 쇼 / 악의                                       | 6월 27일                              | 6월 30일                              |
| 13화                                          | ファミリア・ミィス / 眷族の物語 파밀리아 미스 / 권속의 이야기 | 7월 4일                               | 7월 7일                               |
| 던전에서 만남을 추구하면 안 되는 걸까 OVA     |                                                               |                                       |                                       |
| 단편                                          | 던전에서 온천을 추구하면 안 되는 걸까                         |                                       | 2017년 1월 5일                        |
| 던전에서 만남을 추구하면 안 되는 걸까 2기     |                                                               |                                       |                                       |
| 1화                                           | 神の宴 / パーティー 신의 연회 / 파티                          | 2019년 7월 13일                       | 2019년 7월 14일                       |
| 2화                                           | 太陽神 / アポロン 태양신 / 아폴론                             | 7월 20일                              | 7월 21일                              |
| 3화                                           | 集結 / コンバージョン 집결 / 컨버전                           | 7월 27일                              | 7월 28일                              |
| 4화                                           | 戦争遊戯 / ウォーゲーム 전쟁 유희 / 워 게임                   | 8월 3일                               | 8월 4일                               |
| 5화                                           | 竈火の館 / ホーム 아궁이 불의 관 / 홈                         | 8월 10일                              | 8월 11일                              |
| 6화                                           | 淫都 / イシュタル・ファミリア 음도 / 이슈타르 파밀리아        | 8월 17일                              | 8월 18일                              |
| 7화                                           | 狐人 / ルナール 여우 인간 / 르나르                            | 8월 24일                              | 8월 25일                              |
| 8화                                           | 殺生石 / ウタカタノユメ 살생석 / 물거품 같은 꿈               | 8월 31일                              | 9월 1일                               |
| 9화                                           | 戦闘娼婦 / バーベラ 전투창부 / 바벨라                         | 9월 7일                               | 9월 8일                               |
| 10화                                          | 英雄切望 / アルゴノゥト 영웅 선망 / 아르고노트                | 9월 14일                              | 9월 15일                              |
| 11화                                          | 進軍 / ラキア 진군 / 라키아                                   | 9월 21일                              | 9월 22일                              |
| 12화                                          | 女神と眷族 / アイノウタ 여신과 권속 / 사랑의 노래             | 9월 28일                              | 9월 29일                              |
| 던전에서 만남을 추구하면 안 되는 걸까 2기 OVA |                                                               |                                       |                                       |
| 단편                                          | 무인도에서 약초를 찾으면 안 되는 걸까                         | 2020년 1월 29일                       | 2020년 2월 5일                        |
| 던전에서 만남을 추구하면 안 되는 걸까 3기     |                                                               |                                       |                                       |
| 1화                                           | 竜の少女 -ウィーネ- 용의 소녀 -비네-                          | 2020년 10월 2일                       | 2020년 10월 4일                       |